# Château de Templeuve
 (février 2008).
Si vous disposez d'ouvrages ou d'articles de référence ou si vous connaissez des sites web de qualité traitant du thème abordé ici, merci de compléter l'article en donnant les références utiles à sa vérifiabilité et en les liant à la section « Notes et références ».

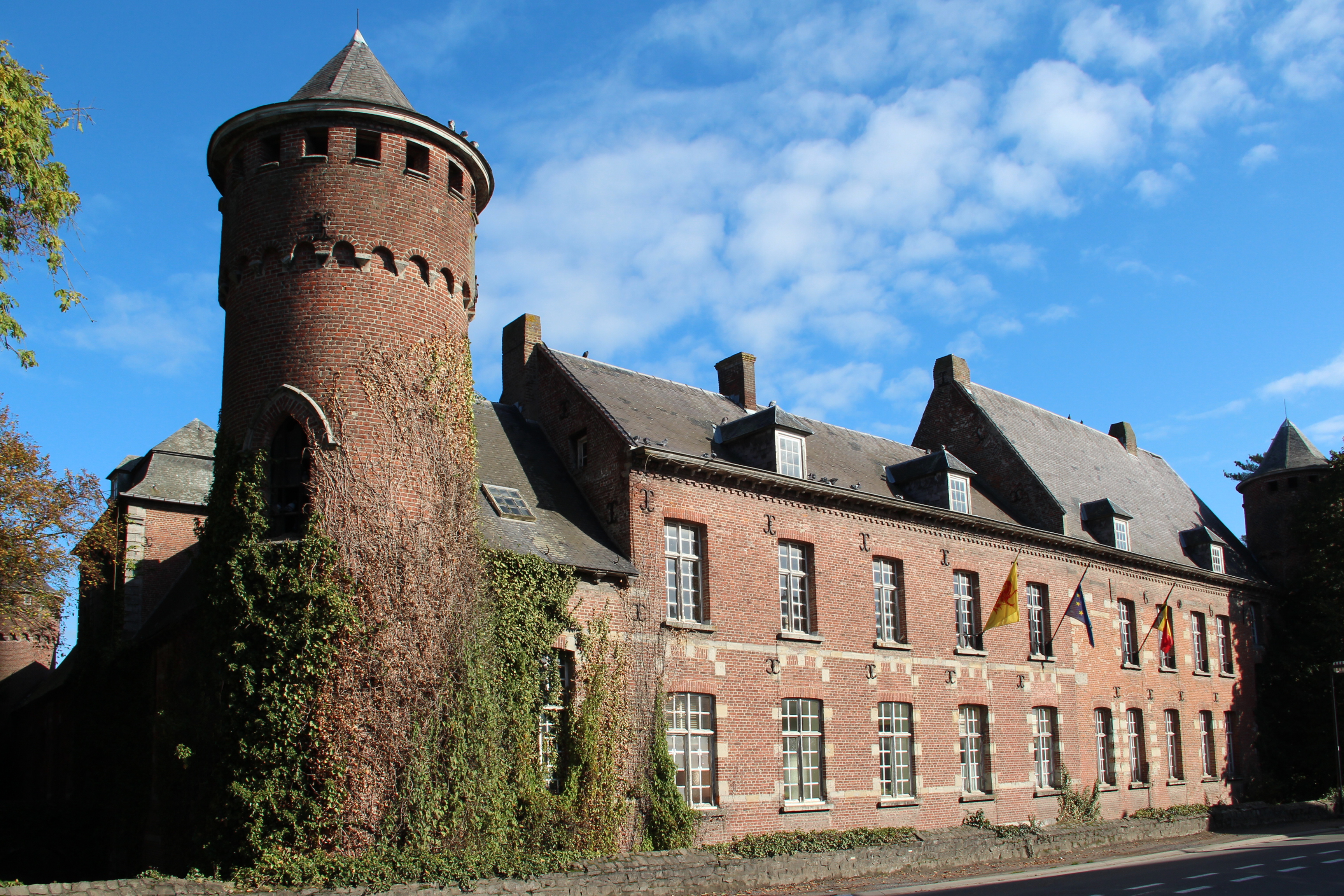
Le château Formanoir de la Cazerie à Templeuve.

Le Château de Templeuve est situé dans la commune de Tournai en Belgique.

## Historique
Au XIIe siècle, le château de Dossemer, forteresse importante au Moyen Âge, est habité par une famille nommée De Rumez. La construction d'une chapelle y est ordonnée par la famille, afin que les prêtres prient au sein du château. Le domaine de Dossemer étaient une seigneurie particulière dont la position topographique était telle, que les souverains comtes de Flandre, y plaçaient une forte garnison commandée par un châtelain.
Selon O. Petijean, dans son étude sur les vieilles demeures seigneuriales, il serait possible que l’expression «en Dossemer» ne désignait pas, primitivement, une certaine étendue de territoire sur laquelle se trouvait une agglomération appelée Templeuve et que les proportions se seraient renversées: Templeuve serait devenu le bourg principal, qui a donné son nom à la commune. L'emploi du terme "Templeuve", plutôt que "Dossemer" s'explique probablement par l'importance qu'a acquise le château fort. Autour de ce dernier, s'est développé le hameau de Templeuve, au point d'éclipser le chef-lieu précédent. Cette raison plausible amène une autre conclusion : le château fort de Templeuve devrait être alors une forteresse destinée à jouer un rôle considérable entre des régimes différents et même rivaux.
La seigneurie de Templeuve est déjà mentionnée à la fin du XIIIe siècle.  
En 1278, Guillaume de Mortagne reçoit la seigneurie De Rumez, qui est maintenant un hameau de la commune. Guillaume est aussi seigneur de Dossemer, à côté de Templeuve. De là, on suppose qu’il reçut également la seigneurie de Templeuve. Toujours est-il qu’au début du XIVe siècle, son fils, Guillaume II, la donnera en douaire à sa femme. 
Dossemer et Templeuve resteront à la famille Mortagne jusqu’à la fin du XIVe siècle. On peut supposer que cette famille aurait pu progressivement agrandir la demeure seigneuriale et avoir ainsi jeté les fondations du premier château fort à Templeuve-en-Dossemer. En 1414, seul Templeuve passe dans les mains de la famille du Quesnoy. Puis, viennent les familles Blondel et enfin les Lannoy. 
Vers 1500, le château est sans doute devenu une gentilhommière et une ferme.
Château dessiné par Antoine Sandérus.
L'évolution de l'armement militaire poussa les seigneurs à démolir la vieille et incommodante forteresse en la remplaçant par une demeure opulente et moderne. Par respect des traditions féodales qui survivront encore pendant deux siècles, les douves seront maintenues mais le pont-levis sera remplacé par un pont fixe en pierre. Primitivement, des douves longeaient toutes les façades du château. La douve contournant le château vers l’est fût supprimée en 1845 par Victor de Formanoir de la Cazerie.
Pont de pierre avec son blason.
Les tours, privilège de la noblesse seigneuriale, sont gardées plutôt comme ornement que comme précaution défensive, ainsi que la forme quadrilatère imposée jadis par les nécessités militaires.
Le château, tel qu’il se présente actuellement, se compose de quatre ailes de hauteurs inégales. Quatre tours d’angles flanquent extérieurement l’imposante construction. Seize croix de Malte sont taillées dans la pierre, quatre à chacune des quatre tours. Leurs significations et leurs origines ne sont pas aujourd'hui connues.
En 1594, les nouveaux héritiers du château se mirent à l’ouvrage et transformèrent le château selon la mode de l'époque. Ils laissèrent le sous-sol, les caves du côté nord dans leur état primitif. Ils rehaussèrent l’étage d’une demi-aile, remplacèrent le pont-levis par un pont de pierre à trois arches et modernisèrent les salles en y construisant une imposante cheminée ornée du blason de Nicolas et d’Anne qui se lit: «parti de pourpre au chevron d’or, et de gueules fretté d’or». La première partie est l’écu des de la Cambe, l’autre celui des de Marquais. L’écu qui est ici un losange de pierre sur pointe porte la date 1606, un témoin de près de quatre siècles.
Blason de Nicolas de la Cambe et d’Anne de Marquais.
La modernisation paraît avoir eu comme but systématique d’exclure tout ce qui rappelait le style flamand et de réaliser un ensemble mêlant les types traditionnels et tournaisiens. Ce sont les Demasières qui, alors propriétaires du domaine, en faisaient relief et hommage au roi de France Louis XV. En 1728, ils mettront les maçons à l’œuvre. En trois tranches de travaux, le renouvellement, parfois sur base des gros œuvres anciens, comme l’indiquent les ancres, date de 1741 pour des granges de l’aile nord, de 1747 pour l’aile d’entrée et de 1778 pour la partie encore basse à l’époque de l’aile sud-ouest.